# Соленый (Ростовская область)
Солёный — хутор в Пролетарском районе Ростовской области.
Входит в состав Суховского сельского поселения.

## Население
| 2010 |
| ---- |
| 199  |

## Улицы
- ул. Пономаренко,
- ул. Студенческая,
- ул. Широкая.

## Известные уроженцы
- Ковалёв, Григорий Андреевич (1899—1942) — советский военачальник, полковник.